# Layers of Fear
Layers of Fear (с англ. — «Слои страха») — компьютерная игра в жанре психологического хоррора, разработанная польской студией Bloober Team и изданная Aspyr. Выпуск игры состоялся 16 февраля 2016 года для PC-совместимых компьютеров на операционных системах Windows, Linux и macOS, а также для игровых приставок PlayStation 4 и Xbox One. 21 февраля 2018 года вышла Layers of Fear: Legacy — версия игры для Nintendo Switch.
В Layers of Fear игрок управляет художником с психическим расстройством, который пытается завершить свой шедевр. Игровой процесс от первого лица представляет собой исследование викторианского особняка с целью поиска необходимых для создания картины предметов и раскрытия тревожных секретов о жизни художника и его семьи. Дом, по которому передвигается игрок, отражает нестабильное состояние главного героя и постоянно меняет обстановку, чтобы проиллюстрировать растущее безумие художника.
2 августа 2016 года вышло дополнение Layers of Fear: Inheritance, являющееся сюжетным продолжением игры. В DLC игрок управляет дочерью художника, которая возвращается в свой старый дом. Исследуя его, она вновь переживает мрачные воспоминания своего детства и пытается разобраться в прошлом отца, чтобы найти возможность простить его.
25 октября 2018 года было объявлено о разработке Layers of Fear 2. Тогда же был представлен первый тизер. Продолжение было выпущено на всех платформах в мае 2019 года.

## Игровой процесс
Игрок берёт на себя роль художника, который возвращается в свою мастерскую. Его первоначальная цель — закончить свой шедевр, а роль игрока — выяснить, как эту задачу можно выполнить. Игрок исследует викторианский особняк, изучает его, чтобы найти визуальные подсказки и различные головоломки. В начале игры дом кажется обычным, но, когда игрок продвигается по сюжету, обстановка вокруг него меняется, часто сопровождаясь скримерами. Эти изменения обеспечивают появление новых головоломок.
Игра разделена на 6 глав, в каждой из которых нужно найти предмет, необходимый для завершения картины. Также при исследовании дома игрок может отыскать различные предметы, записки, рисунки, которые раскрывают некоторые стороны жизни художника, в том числе произошедшую семейную трагедию. Часть из них представлена в виде диалоговых воспоминаний.

## Сюжет
Безымянный главный герой возвращается домой с судебного заседания. Немного осмотрев свой дом, он направляется в мастерскую, чтобы начать работу над своим шедевром. Чтобы его закончить, художник должен найти определённые предметы, которые расположены в разных комнатах особняка. Непосредственно при исследовании дома, он может найти разные предметы обихода и записки, позволяющие раскрыть основной сюжет игры.
Главный герой был амбициозным молодым художником. Он вёл привилегированную жизнь в шикарном особняке, был женат на талантливой пианистке. Свою супругу художник использовал в качестве модели для своих картин, она была его музой. После нескольких лет совместной жизни у них появилась дочь, а также была приобретена собака. Вследствие этого у супругов появились новые заботы. Они и повлияли на творчество героя. Его талант, со временем, стал медленно угасать, что выливалось в частое употребление алкоголя. Новые картины хуже продавались и подвергались нападкам со стороны критиков. Также художник рисовал страшные работы для простых заданий, включая набор кровавых иллюстраций для «Красной шапочки». Этот творческий кризис сказался на психике героя, вследствие чего он стал слышать звуки передвигающихся по дому крыс. К тому же из-за частого употребления алкоголя, он часто спорил с женой. После очередного спора супруга решила сжечь картины своего мужа. Это событие повлекло за собой конфликт, в результате которого жена вместе с дочерью ушла из дома. Герой пытался позвонить и попросить прощения, но безуспешно. Вскоре ему сообщили, что его жена чудом выжила при пожаре, который случился на открытии универмага. В итоге она была прикована к инвалидному креслу и ужасно изуродована.
После пожара жена и дочь вернулись домой, и художник сперва пытался заботиться о них. Однако его алкогольная зависимость продолжалась и психические проблемы только усилились. Художник продолжал пренебрегать и спорить с супругой, поскольку считал, что ей не хватает красоты. Из-за этой травмы у жены героя также начались проявления психических отклонений. Вследствие чего после очередной пьяной выходки мужа, супруга покончила с собой, перерезав себе вены на запястье. Вскоре после этого художника лишили родительских прав. Самоубийство супруги, творческий кризис и лишение родительских прав полностью свели художника с ума. И чтобы завершить свой шедевр, картину, которую он хотел давно создать, художник использовал 6 различных частей тела: кожа как холст картины, кровь — краска, пучок волос — кисть, растолчённая кость — грунтовка, палец, предназначенный для размазывания и глаз — как наблюдатель со стороны.
В игре чётко не раскрывается, чьи именно части тела использовал художник. По словам издателей, многие моменты истории игры специально были сделаны открытыми, чтобы игроки самостоятельно додумывали их, основываясь на найденных предметах и документах, дискутировали друг с другом о сюжете и проходили игру по нескольку раз, чтобы находить новые части истории.
В игре присутствуют 3 разные концовки, которые зависят от действий игрока в течение игры.
Первая концовка. Художник создаёт шедевр — портрет, на котором изображена его жена. Как только он отступает от картины, чтобы восхититься ею, фигура супруги превращается в изуродованную и насмехающуюся над ним. В ужасе художник хватает картину и швыряет её в комнату, где много также смеющихся над героем картин. Таким образом, долгие годы автор многократно трудился над портретом супруги, пытаясь его улучшить. Вернувшись в мастерскую, художник начинает работать над новой картиной.
Вторая концовка. Шедевр художника — автопортрет. Будучи полностью удовлетворённым, герой решает повесить картину в комнате наверху. В следующем кадре показывают шедевр художника, который представлен на выставке в музее среди других его работ.
Третья концовка. Шедевр художника — картина, на которой изображены жена и дочь героя. Рассматривая её, автор осознаёт ужасные ошибки, которые он совершил. Художник понимает, что вернуть свою семью уже не получится, сколько ни пытайся. Он берёт картину и идёт в комнату наверху. Там художник поджигает её вместе со своими предыдущими работами, а в завершении сцены подставляет под огонь себя.

## Разработка
Авторы Layers of Fear вдохновлялись P.T. — игрой-тизером для отменённой видеоигры Silent Hills. Игра создана на движке Unity.

## Восприятие
| Сводный рейтинг       | Сводный рейтинг                                        |
| Агрегатор             | Оценка                                                 |
| --------------------- | ------------------------------------------------------ |
| GameRankings          | - (PS4) 75,97 % - (PC) 72,00 % - (Switch) 80,55 %      |
| Metacritic            | (PS4) 74/100 (XONE) 78/100 (PC) 72/100 (Switch) 80/100 |
| Иноязычные издания    |                                                        |
| Издание               | Оценка                                                 |
| Destructoid           | 7/10                                                   |
| Game Informer         | 5/10                                                   |
| GameRevolution        | [ 21 ]                                                 |
| IGN                   | 5,8/10                                                 |
| VideoGamer            | 7/10                                                   |
| Русскоязычные издания |                                                        |
| Издание               | Оценка                                                 |
| PlayGround.ru         | 9,0/10                                                 |
| «Игромания»           | 7/10                                                   |

Layers of Fear получила в основном положительные отзывы. На сайте-агрегаторе оценок Metacritic средний балл игры на всех платформах составляет 76 баллов.
Летом 2018 года, благодаря уязвимости в защите Steam Web API, стало известно, что точное количество пользователей сервиса Steam, которые играли в игру хотя бы один раз, составляет 1 203 631 человек.